# Glen Lyon (Pennsilvània)
Glen Lyon és una concentració de població designada pel cens dels Estats Units a l'estat de Pennsilvània. Segons el cens del 2000 tenia 1.881 habitants.

## Demografia
Segons el cens del 2000, Glen Lyon tenia 1.881 habitants, 828 habitatges, i 494 famílies. La densitat de població era de 217,4 habitants per quilòmetre quadrat.
Dels 828 habitatges en un 26,8% hi vivien nens de menys de 18 anys, en un 38,9% hi vivien parelles casades, en un 15,2% dones solteres, i en un 40,3% no eren unitats familiars. En el 34,7% dels habitatges hi vivien persones soles el 20,4% de les quals corresponia a persones de 65 anys o més que vivien soles. El nombre mitjà de persones vivint en cada habitatge era de 2,27 i el nombre mitjà de persones que vivien en cada família era de 2,89.
Per edats la població es repartia de la següent manera: un 23% tenia menys de 18 anys, un 9,1% entre 18 i 24, un 28,6% entre 25 i 44, un 20,5% de 45 a 60 i un 18,8% 65 anys o més.
L'edat mediana era de 37 anys. Per cada 100 dones de 18 o més anys hi havia 84,8 homes.
La renda mediana per habitatge era de 24.271 $ i la renda mediana per família de 36.250 $. Els homes tenien una renda mediana de 28.576 $ mentre que les dones 20.323 $. La renda per capita de la població era de 13.753 $. Entorn del 16,9% de les famílies i el 22,2% de la població estaven per davall del llindar de pobresa.

## Poblacions properes
El següent diagrama mostra les poblacions més properes.